# Sampuran Simarloting
Sampuran Simarloting is een bestuurslaag in het regentschap Padang Lawas Utara van de provincie Noord-Sumatra, Indonesië. Sampuran Simarloting telt 166 inwoners (volkstelling 2010).